# Breakaway (album Kelly Clarkson)
Breakaway je drugi studijski album američke pjevačice Kelly Clarkson. Album je objavljen 30. studenog 2004. u izdanju RCA Recordsa. U 2006. godini Clarkson je za album osvojila dva Grammyja; za najbolji pop album te za najbolju vokalnu izvedbu u popu za singl "Since U Been Gone".
Album je debitirao na trećoj poziciji ljestvice Billboard 200 s 250 000 prodanih primjeraka u prvom tjednu. Od Recording Industry Association of America (RIAA) je dobio šesterostruku platinastu certifikaciju. Do danas to je njen najprodavaniji album u SAD-u, s prodanih šest milijuna kopija. U Australiji album je debitirao na 54. poziciji, a najviša pozicija bila je druga. Album je u Australiji bio drugi najprodavaniji 2005. godine. U Kanadi album je dobio peterostruku plastinastu certifikaciju s 500 000 prodanih primjeraka. Album je prodan u 14 milijuna kopija diljem svijeta.

## Pisanje
U lipnju 2004. godine Clarkson je izjavila kako na novom albumu želi raditi s novom pobjednicom Američkog Idola Fantasia Barrino, pošto su obje trebale objaviti album u isto vrijeme. Clarkson je napisala neke pjesme na albumu iz pomoć gitarista sastava Evanescence, Bena Moodyja. Clarkson o novom albumu:
Naslovnu pjesmu s albuma napisala je kanadska pop rock pjevačica Avril Lavigne zajedno s Matthewom Gerrardom i Bridget Benenate.

## Singlovi
"Breakaway" je pjesma koja je objavljena kao prvi singl u SAD-u i Australiji te peti u Europi. U SAD-u pjesma se nalazila na glazbenom zapisu filma The Princess Diaries 2: Royal Engagement, tako da je pjesma objavljena skoto šset mjeseci prije albuma. Pjesma se plasirala na šestoj poziciji ljestvice Billboard Hot 100, te na deset ostali Billboardovih ljestvica. Pjesma je također bila 21 tjedan na vrhu ljestvice Adult Contemporary. U Kanadi pjesma se plasirala na trećoj poziciji.
"Since U Been Gone" je pjesma koja je objavljena kao drugi singla u SAD-u te prvi u Europi. Pjesma se plasirala na drugoj poziciji ljestvice Billboard Hot 100, te je bila na četvrtoj poziciji na godišnjoj ljestvici 2005. godine. Pjesma se plasirala na prvoj poziciji na raznim Billboardovim ljestvica. U Kadani pjesma je bila na prvoj poziciji za dva tjedana. Također se plasirala na trećoj poziciji u Australiji.
Pjesma "Behind These Hazel Eyes" objavljena je 27. ožujka 2005. kao treći singl u SAD-u te drugi singl u Europi. Pjesma se plasirala na šestoj poziciji ljestvice Billboard Hot 100, te je bila na desetoj poziciji na godišnjoj ljestvici 2005. godine. U Australiji se plasirala na šestoj poziciji a u Kanadi na četvrtoj. "Behind These Hazel Eyes" je jedna od Clarksinih pjesama koje su se na kraju 2005. godine plasirale unutar najboljih pet na Billboardovoj ljestvici Pop 100.
"Because of You" objavljena je 28. kolovoza 2005. godine kao četvrti singl u SAD-u te treći singl u Europi. Pjesma je debitirala na 99. poziciji ljestvice Billboard Hot 100, a najviša pozicija te pjesme na ljestvici bila je sedma. Plasirala se na četvrtoj poziciji na australskoj ljestvici singlova ARIA Singles Top 50, u Kanadi se plasirala na drugoj poziciji i ostala u najboljih dvadeset singlova za 24 tjedana. U Švicarskoj pjesma se plasirala na prvoj poziciji i ostala je na ljestvici singlova sve do ožujka 2009. godine.
"Walk Away" objavljena je 31. siječnja 2006. godine kao peti singl u SAD-u te četvrti singl u Europi. Pjesma je debitirala na 97. poziciji ljestvice Billboard Hot 100, a najviša pozicija te pjesme na ljestvici bila je dvanaesta. U Kanadi se plasirala na četvrtoj poziciji dok se u Ujedinjenom Kraljevstvu plasirala na 21. poziciji.

## Popis pjesama
| Br. | Skladba                        | Tekstopisac                                     | Producent                   | Trajanje |
| --- | ------------------------------ | ----------------------------------------------- | --------------------------- | -------- |
| 1.  | »Breakaway«                    | Avril Lavigne, Matthew Gerrard, Bridget Benante | John Shanks                 | 3:57     |
| 2.  | »Since U Been Gone«            | Lukasz "Dr Luke" Gottwald, Max Martin           | Gottwald, Martin            | 3:08     |
| 3.  | »Behind These Hazel Eyes«      | Kelly Clarkson, Gottwald, Martin                | Gottwald, Martin            | 3:18     |
| 4.  | »Because of You«               | Clarkson, David Hodges, Ben Moody               | Hodges, Moody               | 3:39     |
| 5.  | »Gone«                         | Kara DioGuardi, John Shanks                     | Shanks                      | 3:27     |
| 6.  | »Addicted«                     | Clarkson, Hodges, Moody                         | Hodges, Moody               | 3:57     |
| 7.  | »Where Is Your Heart«          | Clarkson, DioGuardi, Chantal Kreviazuk          | Raine Maida, Kreviazuk      | 4:39     |
| 8.  | »Walk Away«                    | Clarkson, DioGuardi, Kreviazuk, Raine Maida     | DioGuardi, Kreviazuk, Maida | 3:08     |
| 9.  | »You Found Me«                 | DioGuardi, Shanks                               | Shanks                      | 3:39     |
| 10. | »I Hate Myself For Losing You« | DioGuardi, Jimmy Harry, Sheppard Solomon        | Clif Magness                | 3:20     |
| 11. | »Hear Me«                      | Clarkson, DioGuardi, Clif Magness               | Magness                     | 3:56     |
| 12. | »Beautiful Disaster (Live)«    | Rebekah Jordan, Matthew Wilder                  |                             | 4:34     |